# Trent (Oregón)
Trent es un lugar designado por el censo ubicado en el condado de Lane en el estado estadounidense de Oregón. En el Censo de 2020 tenía una población de 339 habitantes y una densidad poblacional de 81,10 habitantes por km². Fue incluido como CDP en el censo de 2020.

## Geografía
Trent se encuentra ubicado en las coordenadas 43°56′40″N 122°51′40″O / 43.94444, -122.86111.Según la Oficina del Censo de los Estados Unidos,  tiene una superficie total de 4,18 km², de la cual 4,10 km² corresponden a tierra firme y 0,08 km² a agua.